# Xysticus lucifugus
Xysticus lucifugus là một loài nhện trong họ Thomisidae.
Loài này thuộc chi Xysticus. Xysticus lucifugus được George Newbold Lawrence miêu tả năm 1937.